# 클러스터리스 HUD
클러스터리스 HUD란 클러스터와 HUD의 기능을 통합한 운전석 시스템이다.

## 상세
2021년 6월 24일, 현대모비스가 최초 개발했다. 클러스터와 HUD(Head Up Display)의 기능을 통합한 클러스터리스 HUD는 클러스터에 표시하는 주행 정보를 HUD(Head Up Display)와 AVNT(오디오·비디오·내비게이션·텔레커뮤니케이션)로 나눠 운전자의 주의 분산을 최소화한다. 또한, 정보 표시 영역을 확대하고 속도와 RPM 등 상시 필수 주행정보를 운전자 눈높이까지 높였다.

## 표시 영역
클러스터리스 HUD는 상단의 3개 구역과 하단의 1개 구역으로 나뉘며, 표시되는 정보는 아래와 같다.  
- 상단 - 속도, RPM, ADAS 관련 정보, 길안내 정보 등 주요 정보가 표시된다.
- 하단 - 변속 모드, 냉각수 온도, 방향 지시등, 시스템 정보 경고등, 주행 가능거리 등 차량 기본 정보가 표시된다.

## 현황
2021년 6월 24일, 현대모비스는 대한민국, 미국, 중국, 독일 등 주요 국가에 특허 등록을 완료했다고 밝혔다.

## 같이 보기
- 현대모비스
- 자동차
- 운전자
- 계기판